# Ottoschulzia domingensis
Ottoschulzia domingensis är en tvåhjärtbladig växtart som beskrevs av Ignatz Urban. Ottoschulzia domingensis ingår i släktet Ottoschulzia och familjen Icacinaceae. Inga underarter finns listade i Catalogue of Life.